# 東のボルゾイ
東のボルゾイ（ひがしのボルゾイ）は、日本を拠点とする劇団。2020年に旗揚げ。主宰は、劇作家の島川柊、作曲家の久野飛鳥、演出家の大舘実佐子の３名で務める。オリジナルミュージカルを中心に、創作・上演している。

## 概要
ミュージカルや音楽介在会話劇など、音楽がキーとなる演劇を創作する。

物語の内容は、社会課題をモチーフに、人間の愚かさと希望を描いた現代劇を主としている。綿密なアンサンブルワークが演出の特徴。また、楽器生演奏での上演が多い。

### 略歴
2020年、「東のボルゾイ」を結成。

2021年３月、旗揚げ公演 ミュージカル『なんのこれしき2020』を上演。
同年12月、若手ミュージカル創作団体が集うオムニバス公演『The Musical Continues vol.1』にて、ミュージカル朗読劇『ジョウジの１ページ』を出品。

2022年２月、ありとあらゆるコンプレックスに襲われるミュージカル『彼方が原』を上演。
同年３月、劇団員を８名迎え劇団の規模を拡大した。
同年５月、劇団初のミュージカルコンサート
『FUN NIGHT with BORZOIS』を開催。
同年７月、セクシャルハラスメントとセカンドレイプを描くミュージカル『バウワウ』を上演し、社会問題に切り込んだ。
同年８月、渡辺里佳が劇団を円満退団。

2023年５月、在日韓国人との出会いから自己の偏見と向き合うミュージカル『IBUKI』を上演。
同年８月、無料リーディング公演『イエスと言え予告公演』を上演、劇団初のストレートプレイに挑戦した。
同年10月、音楽介在会話劇『イエスと言え』
（ウッディシアター中目黒・2023年10月）を上演。音楽が、会話や心情に介入する会話劇を制作し、音楽劇の新たな形を模索した。

## 在籍メンバー
［スタッフ］

・作：島川柊

・作曲：久野飛鳥

・演出：大舘実佐子

・演出助手：桜田実和

［所属俳優］

・阿部美月

・曽根大雅

・野呂桃花

・須田遼太郎

・志村知紀

・関万由子

## 過去の公演
※すべて、作：島川柊、作曲：久野飛鳥、演出：大舘実佐子
- 旗揚げ公演 - ミュージカル『なんのこれしき2020』（BOX in BOX THEATER・2021年3月）
- 「The Musical Continues vol.1」出品作品 ミュージカル朗読劇『ジョウジの１ページ』（シアターウィング・2021年12月）
- 第２回公演 ミュージカル Complex Cure Comedy『彼方が原』（ウッディシアター中目黒・2022年2月）
- 第３回公演 ミュージカル Bad Night Comedy『バウワウ』（中目黒キンケロ・シアター・2022年7月）
- 第４回公演 ミュージカル Mind Mirror Musical『IBUKI』（中目黒キンケロ・シアター・2023年5月）
- 無料公演 朗読劇『イエスと言え予告公演』（クマ財団ギャラリー・2023年8月）
- 第５回公演 音楽介在会話劇『イエスと言え』
- 第6回公演 ミュージカル『ガタピシ』（すみだパークシアター倉・2024）[4][5]

### その他
- 劇団コンサート『FUN NIGHT with BORZOIS』（Cafe&Diner Oﬀza・2022年5月）